# Phathana Phommathep
Phathana Phommathep (* 27. Februar 1999 in Savannakhet) ist ein laotischer Fußballspieler.

## Karriere

### Verein
Das Fußballspielen erlernte Phathana Phommathep in der Jugendmannschaft vom Ezra FC in Vientiane. Hier unterschrieb er 2015 seinen ersten Vertrag. Mit dem Verein spielte er in der ersten Liga, der Lao Premier League. Nach Spielmanipulationen wurde der Verein nach der Saison 2016 gesperrt. Von Anfang 2017 bis Mitte 2017 spielte er beim Lanexang United FC. Im Juli 2017 wechselte er nach Thailand. Hier unterschrieb er einen Einjahresvertrag beim Kalasin FC. Der Verein aus Kalasin spielte in der dritten Liga des Landes, der Thai League 3. 2018 ging er nach Surat Thani, wo er einen Vertrag beim Drittligisten Surat Thani FC unterschrieb. Nach einem Jahr wechselte er zum ebenfalls in der dritten Liga spielenden Phuket City FC nach Phuket. Sein Jugendverein Ezra FC nahm ihn ab 2020 wieder unter Vertrag. Mit Ezra spielt er in der ersten Liga, der Lao Premier League.

### Nationalmannschaft
Phathana Phommathep spielte von 2015 bis 2016 achtmal für die laotische U-19-Nationalmannschaft. Fünfmal spielte er seit 2017 für die U-23. Seit 2017 spielt er für die laotische Nationalmannschaft. Sein Debüt in der Nationalmannschaft gab er am 7. Juni 2017 in einem Freundschaftsspiel gegen die Vereinigten Arabischen Emirate im Zayed-Sports-City-Stadion in Abu Dhabi.

## Erfolge
Lanexang United FC
- Laotischer Meister: 2016
- Mekong Club Championship: 2016 (2. Platz)